# Бивер (аэропорт)
Аэропорт Бивер (англ. Beaver Airport), (ИАТА: WBQ, ИКАО: PAWB, FAA LID: WBQ) — государственный гражданский аэропорт, расположенный около посёлка Бивер (Аляска), США.

## Операционная деятельность
Аэропорт Бивер занимает площадь в 180 гектар, располагается на высоте 109 метров над уровнем моря и эксплуатирует одну взлётно-посадочную полосу:
- 5/23 размерами 1205 x 23 метров с гравийным покрытием.[1]

За период с 31 декабря 2005 года по 31 декабря 2006 года Аэропорт Бивер обработал 800 операций взлётов и посадок самолётов (67 операций ежемесячно). Из них 75 % пришлось на авиацию общего назначения и 25 % — на рейсы аэротакси.